# Werbeverweigerer

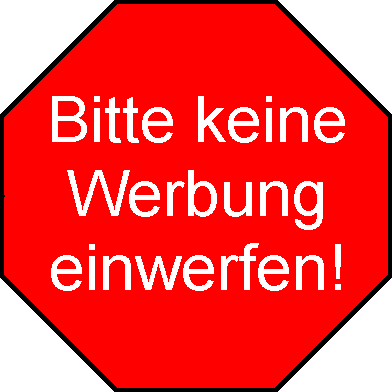
Beispiel für einen Briefkastenaufkleber

Ausführliche Variante eines „Keine-Werbung“-Aufklebers

Als Werbeverweigerer wird jemand bezeichnet, der keine unadressierten Postwurfsendungen erhalten will. Zu diesem Zweck kann am Briefkasten deutlich sichtbar ein Hinweis angebracht werden, dass Werbung nicht erwünscht ist.

## Situation in Deutschland
In Deutschland stützt sich dies rechtlich auf das Gesetz gegen den unlauteren Wettbewerb:

„Eine unzumutbare Belästigung ist insbesondere anzunehmen … bei einer Werbung, obwohl erkennbar ist, dass der Empfänger diese Werbung nicht wünscht“

Nach einem rechtskräftigen Urteil des Landgerichts Lüneburg ist auch eine Willenserklärung in Form eines Widerspruchs gegenüber dem Versender der unerwünschten Werbung ausreichend, da ein Aufkleber dazu führen kann, dass auch erwünschte Werbung nicht mehr zugestellt wird. Ein Anwalt hatte der Zustellung der Postwurfsendung Einkaufaktuell gegenüber der Deutschen Post AG widersprochen. Da diese trotz Widerspruchs die Zustellung nicht einstellte, kam es zu einer Unterlassungsklage, der in zweiter Instanz vollumfänglich stattgegeben wurde.
Adressierte Postwurfsendungen werden auch bei einem Hinweis auf dem Briefkasten zugestellt.